# ディジョブ・ディヴンギ・ディ・ンディング
ディジョブ・ディヴンギ・ディ・ンディング（Didjob Divungi Di Ndinge、1946年5月5日 - ）は、ガボンの政治家。1997年から2009年までガボン共和国副大統領。民主共和同盟（ADERE）党首。オマール・ボンゴ・オンディンバ大統領の病気療養中の2009年5月から6月まで大統領代行を務めた。ポールジャンティ市長を務めたピエール・クラヴェール・ディヴォンギー（Pierre Claver Divounguy）は、兄。

## 経歴・人物

### 生い立ちと初期の経歴
1946年5月5日、ディヴンギ・ディ・ウディングは、フランス領赤道アフリカの一部だった西ガボン、ポールジャンティ近郊のアロンビ（Alombié）にプヌ人の家庭に生まれる。
電気技師として1972年ガボンエネルギー・水会社（SEEG）で働き始める。1974年技術取締役補佐を経て、代表取締役（総支配人）に就任し、1981年まで在職した。この間、1978年から1981年まで、ボンゴ大統領の顧問など公職にも就いている。
1981年エネルギー水力資源相として入閣する。同時にボンゴ大統領の政権与党ガボン民主党（PDG）に入党した。しかし、1990年には民主党を離党し、野党民主共和同盟（ADERE）に参加、1993年には同党書記長（幹事長）に就任している。1993年ガボン大統領選挙には民主共和同盟の公認候補として立候補したが、9203票、2.2パーセントの得票に終わった。

### 副大統領
1993年大統領選挙後、民主共和同盟は野党路線を転換し、大統領与党連合に参加した。1996年ディヴィンギ・ディ・ンディングはムイラ市長に就任し、同年行われた総選挙でングニエ州から下院議員に選出された。1997年5月、ボンゴ大統領に副大統領に任命される。副大統領職には就いたが、憲法上の大統領継承候補者にはならなかった。1998年ガボン大統領選挙でボンゴ大統領が五選されると、1999年1月23日、副大統領に改めて任命された。
2003年1月20日、ムイラ空港でディヴィンギ・ディ・ンディングを標的とした暗殺未遂事件があったが、辛くも免れた。2005年ガボン大統領選挙でボンゴ大統領が六選した。2006年1月、副大統領に再度任命された。
2007年10月10日、「突然に抑うつ状態」となりパリ近郊のヌイイ＝シュル＝セーヌにあるアメリカ病院に搬送された。その後、復帰したディヴィンギ・ディ・ンディングは、ボンゴ政権成立40周年でボンゴ大統領によって「対話と寛容に基づく国民間の強い契約が成立した」と民主化、複数政党制の意義を強調した。

### 大統領代行
2009年3月、ボンゴ大統領夫人のエディット・リュシー・ボンゴ夫人が死去した。夫人の死を受けて、ガボンテレビは2009年5月6日、ボンゴ大統領が夫人の病と死去に大きく影響を受け、一時的に大統領としての職務遂行を停止したと発表した。これを受けて副大統領のディヴィンギ・ディ・ンディングは大統領権限を代行した。2009年5月9日、南アフリカのジェイコブ・ズマ大統領の就任式ではガボン代表となった。
2009年6月8日、ボンゴ大統領は入院先のスペインの病院で死去した。憲法の規定に従い、6月10日ローズ・フランシーヌ・ロゴンベ上院議長が暫定大統領に就任した。ディヴィンギ・ディ・ンディングは大統領権限行使を停止し辞意を表明したが、憲法の規定でロゴンベ暫定大統領により2009年6月27日に再度、副大統領に任命された。これはボンゴ大統領によって構築された政治的、民族、地域バランスをロゴンベ暫定大統領も維持しようとしたためと観測された。
7月21日、ディヴィンギ・ディ・ンディングは2009年ガボン大統領選挙には立候補しないことを表明した。民主共和同盟は第4回臨時党大会を開催し、2009年8月2日、党大会の終わりに際し、ディヴィンギ・ディ・ンディングは党活動家を前に自己の良心に従い大統領選挙での投票を呼びかけた。
オマール・ボンゴの後継大統領選挙が行われ、ボンゴの息子、アリー・ボンゴ・オンディンバが当選した。アリー・ボンゴ大統領は副大統領職を廃止した。ディヴィンギ・ディ・ンディングは、地元ムイラの邸宅を改装しムカブ・ホテルを開業した。
2010年1月15日、民主共和同盟は全体会を開き、大統領与党連合に参加することを再確認し、アリー・ボンゴ大統領の改革路線を支持した。